# Cité du Sport de Terrebonne
La Cité du sport de Terrebonne (Québec, Canada) est un complexe sportif composé de deux bâtiments et d'aménagements extérieurs.

## Financement
Sa construction a nécessité un investissement de 50 millions de dollars, le gouvernement du Québec en fournissant 10,7 millions.
À lui seul, le complexe aquatique et gymnique a coûté 25 millions de dollars. On y trouve une piscine olympique (dix couloirs de 50 mètres), quatre tremplins, (deux tremplins de 1 m, une plateforme de saut de 3 m, deux tremplins de 3 m). Il y a aussi un 2e bassin crée à des fins récréatives. Le bassin est composé de 3 glissades, une zone baignade, un bain à remous, une partie très peu profonde ainsi que quelques jeux d'eau.
De plus, un gymnase de dimension olympique qui peut accueillir des compétitions de niveau mondial.
Le complexe des deux glaces a été financé au coût de 15 millions par Les Complexes Sportifs Terrebonne, organisme à but non lucratif. L'une des deux patinoires compte 1 000 sièges et accueille les Cobras de Terrebonne de la Ligue de Hockey Junior AAA du Québec.

## Conception
Sa conception est basée sur l'économie d'énergie, l'efficacité énergétique et la relation du bâtiment avec les usagers.
Conçu par la firme Bergeron, Thouin architectes de Repentigny en décembre 2006 la construction se poursuivra jusqu'en septembre 2007. Le complexe sportif s'agence parfaitement aux bâtiments adjacents, soit le Cégep régional de Lanaudière à Terrebonne et le Centre de formation professionnel de Lanaudière à Terrebonne. Ces bâtiment, tous situés sur le boulevard des Entreprises face à l'autoroute 640, ont une architecture industrielle moderne. Des traits de conception distingués, des parements extérieurs sobres, l'absence de moulures, de grands murs vitrés sont des caractéristiques de l'apparence du complexe sportif.
L'intérieur des bâtiments est spacieux de façon à faciliter la circulation des usagers avec leurs équipements. Les espaces sont standardisés pour créer une uniformité des couleurs, des matériaux, des aménagements, et des appareils sanitaires. Ce type de conception permet une économie de temps, d’argent, de main d’œuvre et de minimiser les pertes. Les milieux ont été séparés selon une optimisation de l’espace afin d’utiliser les installations à pleine capacité.
Le bâtiment principal, celui hébergeant les activités liées à l'eau, est divisé selon les sports pratiqués par un long corridor, agissant d'intermédiaire entre le chaud et le froid. Celui-ci possède des extrémités qui offrent une ouverture sur l'extérieur et marque la relation du complexe avec l'environnement. L’architectonique du bâtiment est aussi bien appliquée à l’aide de contraste tel qu’opacité et transparence. Il y a peu de formes courbes contrairement aux formes cubiques qui sont omniprésentes.
Le bâtiment utilise un système de récupération d'eau pour subvenir aux nécessités sanitaires et d'entretien en eau courante. Une membrane de toiture blanche a été choisie dans le but de réduire l'utilisation de climatisation et l'augmentation de la température en milieu urbain. D'un côté, il y a une aréna de deux glaces avec des gradins ayant une capacité d'environ 200 spectateurs chacune. Une toile réfléchissante est utilisée au-dessus des patinoires, de façon à optimiser l'utilisation de la lumière dans ces endroits. Ces glaces sont refroidies par des compresseurs ultra performants améliorés, aussi utilisés pour produire la climatisation en période estivale. Le surplus de chaleur produit par ces compresseurs est récupéré afin de subvenir aux besoins de chauffage des bâtiments. Si ce besoin n'est pas immédiat, l'énergie produite est emmagasinée dans le sol, sous le vaste espace gazonné au pourtour du bâtiment, par un système de géothermie.
De l'autre côté du long corridor, se trouvent les piscines, de compétition de niveau olympique et récréative. Ces aménagements en dépressions marqués par un plan libre marquant une séparation entre les deux piscines. Ce plan supporte les gradins et favorise la transmission de la lumière. Les murs et cloisons entourant les plans d'eau sont en partie vitrés par des murs rideau orientés, de façon à optimiser l'utilisation de la lumière et de la chaleur naturelle. L'entretien et la vérification de la qualité de l'eau sont assurés par un système de régulation continue accompagné d'un système d'ultraviolet permettant de détruire les bactéries. De plus, ce bâtiment accueille des bureaux administratifs d'équipes sportives régionales et quelques commerces particuliers tous en lien avec la communauté sportive.

## Aménagements prévus
Le second bâtiment a été construit en 2008 et comprend un terrain de football synthétique intérieur (d'un coût de 10 millions de dollars) de dimensions compétitives internationales et une piste de course de compétition. Il suit les mêmes lignes directrices de conception que le principal et sert de gymnase aux usagers de la cité. Des gradins de 800 places peuvent accueillir les spectateurs.
L'aménagement de terrains de compétitions extérieurs de soccer et de football viendra compléter la Cité du sport de Terrebonne simultanément.
Le club de boxe L'imperium a ouvert ses portes en juin 2009 dans le complexe sportif.

## Évènement
En novembre 2008, la cité du sport accueille le tournage d'un populaire film québécois À vos marques... Party! 2.
En 2012 ainsi qu'en 2019, le complexe sportif accueille les championnats québécois de sauvetage. Plus d'une centaine de sauveteur étaient au rendez-vous. Ces jeux sont d'une durée de 2 jours. Les équipes participantes étaient confrontées à des mises en situation de toutes sortes et devaient réagir le plus efficacement possible. Elles ont dû mettre à profit les connaissances accumulées dans leurs cours de sauvetage.
À chaque année, le complexe sportif accueille aussi la compétition annuel de Torpille, le club de natation compétitif représentant la cité du sport.